# Eulophia pratensis
Eulophia pratensis är en orkidéart som beskrevs av John Lindley. Eulophia pratensis ingår i släktet Eulophia och familjen orkidéer. Inga underarter finns listade i Catalogue of Life.